# Bataille d'Azaz (2012)
Pour les articles homonymes, voir Bataille d'Azâz.
Guerre civile syrienne
Batailles
La bataille d'Azaz a lieu pendant la guerre civile syrienne. Elle débute en mars 2012 par l'attaque de la ville par les rebelles et se termine en juillet 2012 par la victoire de ces derniers.

## Déroulement
Le 6 mars, l'armée syrienne libre, qui contrôle plusieurs villages au nord d'Azaz, lance une offensive pour prendre la ville,,. Pendant plusieurs semaines, les loyalistes sont encerclés par les rebelles dans le centre-ville.
Le 19 juillet, la ville d'Azaz est entièrement contrôlée par l'Armée syrienne libre,. Les insurgés affirment avoir détruit 17 chars et en avoir capturé 1 mais le journaliste de Sky News Stuart Ramsay (en), présent sur place, dit avoir vu seulement 7 carcasses de chars.

## Vidéographie
- [vidéo] VIDEO. Exclusif : le drapeau du jihad flotte à Azaz, en Syrie, Francetv info, 25 juillet 2012.
- [vidéo] Syrie : à Azaz, la vie reprend ses droits, Le Monde, 13 août 2012.